# Санкт-Петербургское общество взаимного кредита

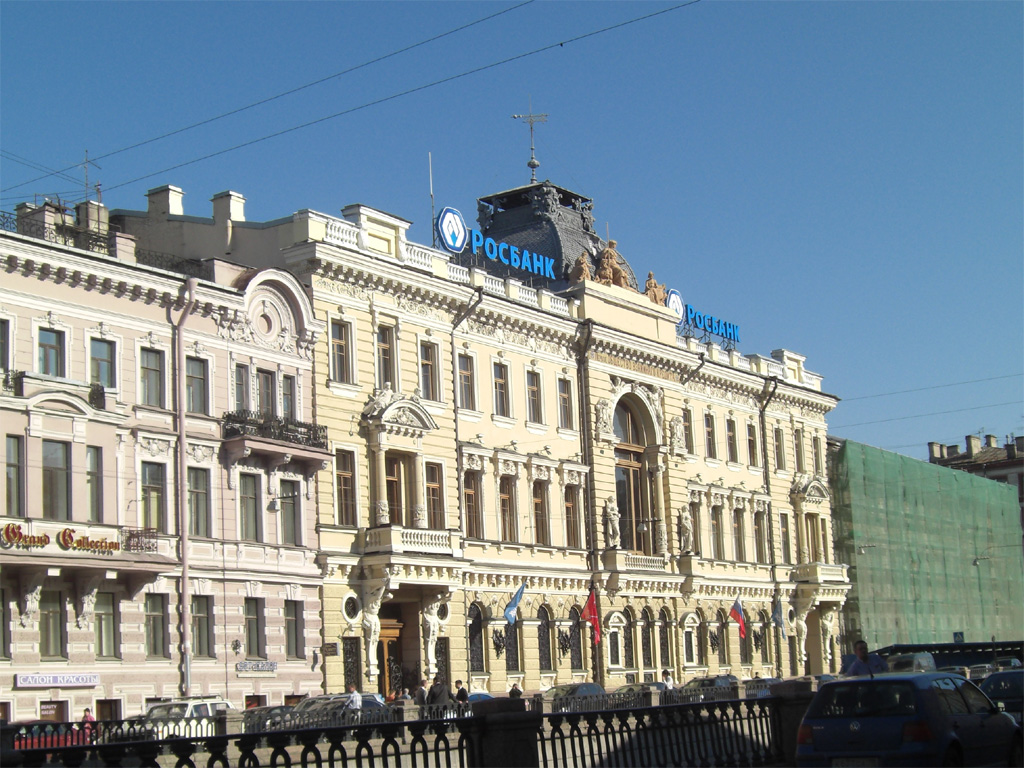
Здание Санкт-Петербургского общества взаимного кредита

Санкт-Петербургское общество взаимного кредита — первое  общество взаимного кредита в Российской империи. Устав Санкт-Петербургского Общества Взаимного Кредита, был Высочайше утверждён 9 (21) апреля 1863 года. Дата начала операций ОВК 17 (29) марта 1864 года в Санкт-Петербурге, бывшей столице Российской империи, считается днём рождения Общества. Это было первое частное кредитное учреждение в России.

## История

### Появление

Ламанский Евгений Иванович

Заслуга учреждения первого Общества Взаимного Кредита в России принадлежит Евгению Ивановичу Ламанскому, бывшему в то время товарищем (заместителем) управляющего Государственным банком Российской империи. Прежде чем Е. И. Ламанский был назначен товарищем Управляющего Государственным Банком, он тщательно изучил постановку банковского дела в Западной Европе, и в особенности во Франции и Бельгии. В Бельгии он детально ознакомился с постановкой банковского дела для средних и мелких торговцев. Идеями взаимного кредита он воспользовался, изучив в Брюсселе кредитное учреждение, основанное на взаимности.

### Начало деятельности
17 (29) марта 1864 Санкт-Петербургское общество взаимного кредита начало свои операции при поддержке  Государственного банка, в здании которого Обществу было предоставлено три комнаты: одна для операций, другая для хранения ценностей и третья для заседаний Правления и Совета. В 1864 году общие обороты по кассе Общества не превышали 20,5 миллионов рублей, а затем каждый год повышаясь. На шестой год его деятельности, в 1869 году, обороты по кассе достигли 1.069, 66 млн руб.
1869 год по размерам оборотов был наивысшим за все время существования Общества. Уже на следующий год общие обороты по кассе понизились. Это как будто противоречит утверждению, что потребность в торгово-промышленном кредите в то время непрерывно росла. В действительности, противоречия здесь нет. До 1869 года в Санкт-Петербурге кроме Санкт-Петербургского Общества взаимного кредита, было только одно частное кредитное учреждение, а именно, Санкт-Петербургский частный коммерческий банк, начавший свою деятельность осенью 1864 года. Но его деятельность не оказывала влияния на развитие операций Общества. В 1869 году в Петербурге возникло два новых частных кредитных учреждения: С.-Петербургский Международный коммерческий банк и С.-Петербургский учётный и ссудный банк, а в 1870 году - Волжско-Камский коммерческий банк, основатели которых были в числе учредителей и клиентов Общества. Таким образом, 1869 год стал гранью первого периода деятельности Общества.
1875-м годом завершается второй этап развития Общества. До 1872 года в Общих Собраниях Общества могли участвовать все его члены. Число членов росло чрезвычайно быстро, так что уже к концу 1871 г. оно превысило 8.300 лиц.

### Управление
Общество возглавлялось Правлением, состоящим из пяти человек, бывших "под наблюдением и контролем девяти депутатов". Члены правления вместо жалования получали 15% прибыли Общества, которые они делили между собой. Члены правления избирались и увольнялись общим собранием посредством "балотировки". Срок прибывания на посту члена правления составлял три года с возможностью переизбрания. Из числа членов правления избирался председатель. За каждым членом правления была закреплена отдельная ветвь управления Обществом. Для принятия решений требовалось единовременное присутствие трёх членов правления, включая председателя.
Депутаты и члены правления составляли Совет Общества, собиравшийся каждый месяц. Задачей депутатов было постоянное наблюдение за операциями, проводимыми в Обществе. С этой целью они имели право назначить одного из своего числа для постоянного наблюдения за действиями правления. Депутаты избирались на три года общим собранием.
Приём в члены Общества осуществлялся под контролем собиравшегося еженедельно комитета из 20 лиц, в который могли избираться только члены Общества, не занимавшие должности в правлении или не бывшие депутатами.
Общее собрание собиралось каждый год.

### Члены Санкт-Петербургское Общество Взаимного Кредита

Санкт-Петербургское общество взаимного кредита. Помещение безопасных ящиков. Фото 1910-х гг.

Санкт-Петербургское Общество Взаимного Кредита начало действовать, когда оно приняло заявления о желании вступить в число его членов более чем от 200 лиц. К концу первого года его существования числилось 569 членов, внёсших 238.900 рублей; в следующем 1865 г. число членов увеличилось всего только на 158 лиц. Рост числа членов в последующие годы быстро увеличивался вследствие выгод и удобств доставлявшихся Обществом своим членам и постоянно возрастающего размера дивиденда. В 1867 году число членов увеличилось на 1.012 лиц, в 1868 г. - на 1.538, в 1869 г. - на 2.068. Всего, к концу 1869 года, Общество числило в своём составе 5.618 членов, внёсших в оборотный капитал 3.944.000 рублей. Так как  за 1868 г. Общество выплатило дивиденд в размере 30,6% на вложенный оборотный капитал, а за 1869 г. даже 31%, то желающих вступить в число членов было чрезвычайно много и в последующие годы. Так в 1870 г. вновь поступило 1794 лица, а к началу 1874 года числилось уже 9.072 члена с капиталом в 5.957.000 руб., несмотря на то, что уже с 1870 г. обороты Общества, вследствие возникновения новых кредитных учреждений в Петербурге, стали сокращаться и дивиденд стал понижаться. Кризис, пережитый Обществом в 1875 г. и в 1877-1878 гг., вызвал уход из Общества 3.591 члена. К концу 1878 г. осталось 5.481 член, вследствие отвлечения 52% оборотного капитала на покрытие убытков, он сократился до 1.924.000 руб. В последующие годы после кризиса число членов продолжало уменьшаться. Новый прирост членов начался только в 1888 г. этот прирост продолжался непрерывно до конца 1902 г., когда в Обществе числилось 8.138 членов с капиталом в 4.082.000 руб. С 1903 г. число членов стало несколько уменьшаться. Это продолжалось до 1906 г. За это время оно уменьшилось на 539 лиц. Это снижение было связано с экономической и политической обстановкой как в Петербурге, так и во всей России. После 1906 г. до конца 1913 г., прирост числа членов шёл непрерывно, когда в Обществе числилось 8.113 членов, а оборотный капитал за это время почти не изменился.

### Здание Санкт-Петербургского общества взаимного кредита

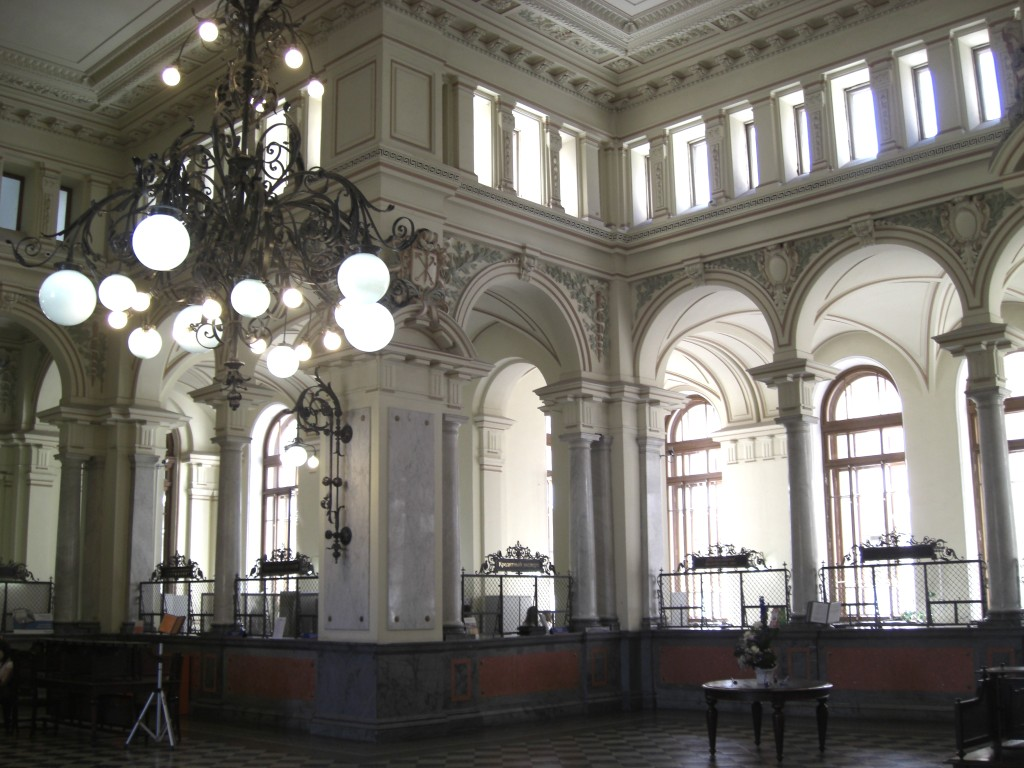
Операционный зал Санкт-Петербургского общества взаимного кредита

Памятная доска в здании Санкт-Петербургского общества взаимного кредита

Когда 17 марта 1864 г. Общество открыло свои действия, оно, с разрешения Министра Финансов, получило бесплатное помещение в здании Государственного Банка. Сперва ему было отведено три комнаты: одна для операций, другая для хранения ценностей и третья для заседаний Правления и Совета. Очень скоро такое помещение оказалось недостаточным и Правление подыскало квартиру, которую пришлось переделывать для приспособления к потребностям Общества, на что потребовалось значительное время. На это время Государственный Банк отвёл для Общества ещё одну комнату. Из Государственного Банка Общество переселилось в январе 1871 года.
Помещение в частном доме кредитного учреждения, которому приходится хранить деньги, векселя, ценные бумаги на десятки миллионов рублей и кроме того, находиться во многих случаях в зависимости от домовладельца, заставило Правление предложить Общему Собранию уполномоченных 17 марта 1887 года открыть Правлению кредит в 500.000 рублей для покупки дома для Общества. Общее Собрание утвердило это предложение. Из 20 домов, предложенных Совету, он остановился на доме г-на Шопена, по Екатерининскому каналу ( Каналу Грибоедова), дом №13 и по Малой Конюшенной, дом №6, который был куплен за 205.000 рублей.
Для ознакомления с техническими усовершенствованиями и приспособлениями для удобства клиентов кредитных учреждений, которые были сделаны заграницей, Совет, прежде чем приступить к постройке дома для Общества, поручил члену Правления М.Н. Кобызеву и архитектору графу П. Ю. Сюзору осмотреть с этой целью заграничные кредитные учреждения.
По возвращении из-за границы граф П. Ю. Сюзор представил Совету план, по которому и возводилась постройка. Наблюдение за постройкой Совет возложил на члена Правления М. Н. Кобызева. В июне 1888 года началась постройка, которая закончилась в 1890 году. 9 сентября 1890 г. Общество переехало в новое здание. Сумма затраченная на постройку определилась в 584 тыс. руб. В 1901 году, в виду увеличения числа операций, а следовательно, персонала служащих, потребовалось увеличить помещение Общества, для чего 17 марта 1901 г. было выделено 36 тыс. руб. на постройку 4-х этажного флигеля во дворе для вексельного отделения, архива и служб. На что было израсходовано 34,5 тыс. руб.
В доме Общества была устроена первая в России гранитная кладовая для безопасных ящиков, вполне безопасная в пожарном отношении. В 1890 г. в кладовой было устроено 4 отделения, в каждом из которых, было по 208 ящиков разных размеров. Но потребность в них оказалась так велика, что уже через 4 года, в 1894 г., пришлось устроить ещё два отделения для 576 ящиков, затем, в 1898 г. — ещё 480 ящиков. Так, к концу 1898 г., в распоряжении членов было уже 1888 ящиков. Спрос на них оказался так велик, что было время, когда все ящики были заняты и приходилось отказывать желающим их арендовать. В 1908 году была построена вторая гранитная кладовая на 2.176 ящиков. За сдачу в наём безопасных ящиков (сейфов) Общество за все время получило 554,5 тыс. руб. прибыли.

### Развитие обществ взаимного кредита в Санкт-Петербурге
Долгое время в Санкт-Петербурге действовало только одно общество взаимного кредита представителей торгово-промышленного капитала, хотя в 1871 году, в Санкт-Петербурге было учреждено Общество Взаимного Кредита Санкт-Петербургского Уездного Земства. Второе Санкт-Петербургское Общество Взаимного Кредита было создано только в 1895 году. С начала XX века представители различных отраслей деятельности в Санкт-Петербурге стали создавать новые ОВК, например Общество Взаимного Кредита Печатного Дела, созданное в 1904 году, Общество Взаимного Кредита Торговцев Апраксина двора и Сенной площади, созданное в 1910 году и Русское торгово-промышленное общество взаимного кредита, созданное в 1907 году, объединявшее членов Русского торгового общества.
На 1 января 1914 года в Российской империи оперировало 1117 обществ взаимного кредита, а в Санкт-Петербурге действовали около 30 обществ взаимного кредита.
| N  | Год учреждения | Название общества взаимного кредита                                          |
| -- | -------------- | ---------------------------------------------------------------------------- |
| 1  | 1864           | Санкт-Петербургское Общество Взаимного Кредита                               |
| 2  | 1871           | Общество Взаимного Кредита Санкт-Петербургского Уездного Земства             |
| 3  | 1895           | Второе Санкт-Петербургское Общество Взаимного Кредита                        |
| 4  | 1902           | Третье Санкт-Петербургское Общество Взаимного Кредита                        |
| 5  | 1904           | Общество Взаимного Кредита Печатного Дела                                    |
| 6  | 1904           | Городское Общество Взаимного Кредита в Санкт-Петербурге                      |
| 7  | 1904           | Коломенское Общество Взаимного Кредита в Санкт-Петербурге                    |
| 8  | 1907           | Санкт-Петербургское Общество Взаимного Мелкого Кредита                       |
| 9  | 1907           | Четвёртое Санкт-Петербургское Общество Взаимного Кредита                     |
| 10 | 1907           | Общество Взаимного Кредита Калашниковской хлебной биржи                      |
| 11 | 1907           | Санкт-Петербургское Пятое Общество Взаимного Кредита                         |
| 12 | 1907           | Русское Торгово-Промышленное Общество Взаимного Кредита                      |
| 13 | 1908           | Василеостровское Общество Взаимного Кредита                                  |
| 14 | 1909           | Охтенское Общество Взаимного Кредита                                         |
| 15 | 1909           | Русское Общество Взаимного Кредита                                           |
| 16 | 1909           | Центральный банк Обществ Взаимного Кредита                                   |
| 17 | 1910           | Санкт-Петербургское учётно-ссудное Общество Взаимного Кредита                |
| 18 | 1910           | Петровское Общество Взаимного Кредита на Петербургской стороне               |
| 19 | 1910           | Общество Взаимного Кредита Торговцев Апраксина двора и Сенной площади        |
| 20 | 1910           | Железнодорожное Общество Взаимного Кредита                                   |
| 21 | 1910           | Северное Общество Взаимного Кредита в Санкт-Петербурге                       |
| 22 | 1911           | Пригородное Общество Взаимного Кредита в Санкт-Петербурге                    |
| 23 | 1911           | Невское Общество Взаимного Кредита                                           |
| 24 | 1911           | Общество Взаимного Кредита при СПб. Фруктовой, Чайной, Винной и Рыбной бирже |
| 25 | 1911           | Санкт-Петербургское коммерческое Общество Взаимного Кредита                  |
| 26 | 1911           | Общество Взаимного Кредита Санкт-Петербургских ремесленников                 |
| 27 | 1911           | Санкт-Петербургское Общество Взаимного Кредита Лесопромышленников            |
| 28 | 1912           | Санкт-Петербургское Купеческое Общество Взаимного Кредита                    |
| 29 | 1912           | Столичное Общество Взаимного Кредита в Санкт-Петербурге                      |
| 30 | 1912           | Лесновское Общество Взаимного Кредита                                        |

### Деятельность в годы Советской власти
После революционных событий 1917 года, Общество взаимного кредита, как и другие частные банковские учреждения, было ликвидированы по приказу Народного комиссариата финансов РСФСР в октябре 1918 года. После введении новой экономической политики (НЭП) первым в РСФСР открыло своё действие 1 июня 1922 года Петроградское Общество Взаимного Кредита, затем переименованное в Первое Общество Взаимного Кредита в г. Ленинграде. В основу устава Общества вошёл Устав Санкт-Петербургского Общества Взаимного Кредита. Располагалось Первое Общество Взаимного Кредита в здании по адресу Екатерининский канал, д.13, которое принадлежало Санкт-Петербургскому Обществу Взаимного Кредита до 1917 года.
Первое Общество Взаимного Кредита в г. Ленинграде, как и другие общества взаимного кредита, прекратило свою деятельность в начале 30-х годов XX века, в результате кредитной реформы, проведённой в СССР.